# Нічо Ґеорґієв
Нічо Ґеорґієв (болг. Ничо Георгиев Георгиев; 15 вересня 1895, Роман — 21 квітня 1945, Софія) — болгарський офіцер, генерал-майор. Дипломат. Командир 5-ї болгарської армії.
Жертва комуністичного терору.

## Біографія
Народився 15 вересня 1895 року в селі Роман.
Закінчив Військове училище в 1916 і Військову академію в 1931. З 1930 був помічником начальника батальйону в штабі армії, а в наступному році став його начальником. Був військовим аташе в Анкарі та Афінах у 1932.
1935 призначений ад'ютантом Другої військової інспекції штабу.
З 1941 очолював 5-ту болгарську армію. 1942 р. призначений командувачем 10-ї піхотної дивізії. 1944 призначений начальником відділу постачання армії.
Звільнений з армії 13 вересня 1944 та згодом засуджений до смерті так званим Народним судом. Страчений 21 квітня 1945.

## Військові звання
- Лейтенант (30 травня)
- Капітан (30 січня)
- Майор (1933)
- Підполковник (6 травня 1936)
- Полковник (6 травня 1940)
- Генерал-майор (6 травня 1944)